# Schiene & Strasse: Der 3D-Transport-Manager
Schiene & Strasse: Der 3D-Transport-Manager (engl. Trains & Trucks Tycoon) ist eine 3D-Wirtschaftssimulation für den PC, die von Virtual x-Citement entwickelt und 2002 von Ubisoft veröffentlicht wurde.

## Entwicklung
Der ehemalige Projektleiter Peter Dobrovka versuchte die Veröffentlichung per einstweiliger Verfügung zu verhindern.

## Kampagnen und Szenarien

### Kampagne
Unter dem Punkt „Kampagne“ spielt der Benutzer mehr oder weniger fortlaufende, aneinander anschließende historische Ereignisse der Eisenbahngeschichte, etwa den Bau und die Eröffnung der ersten Eisenbahnstrecke Stockton and Darlington oder die Erschließung des Ruhrgebiets, nach.

### Szenario
Szenarien sind weitgehend vorgegebene Spiele, in denen der Spieler bestimmte Aufgaben erfüllen muss. Die Szenarien sind teils fiktiv, teils stellen sie reale Ereignisse dar.

### Geo-Szenario
Geo-Szenarien entsprechen weitgehend den freien Spielen, finden jedoch auf Karten statt, die bestimmte reale Gebiete darstellen und mitunter auch einige Sehenswürdigkeiten enthalten, etwa den Eiffelturm, den Kölner Dom oder das Sydney Opera House. Einziges Ziel ist es, nach einer bestimmten Anzahl von Jahren das bestbewertete Unternehmen zu führen.
- Europa
- Deutschland
- Frankreich
- Großbritannien
- Australien
- Nordamerika (als Download)

Nachteil dabei ist jedoch, dass der Fuhrpark des Spiels fast ausschließlich deutsche Fahrzeuge umfasst.

## Generierte Karte (Freies Spiel)
Der Spieler hat zu Beginn die Möglichkeit, seine neue Welt zu gestalten. Dies geschieht über Schieberegler, mit denen die Mengen bzw. Intensitätswerte für Gebirge, Gewässer, Wälder, Städte und Industrieanlagen eingestellt werden können. Des Weiteren kann die Jahreszahl des Spielbeginns in 5er-Stufen von 1920 bis 2000 gewählt werden.
Dabei haben beide Punkte direkte Auswirkungen auf den Spielverlauf. So erschweren und verteuern viele Gebirge etwa den Streckenbau erheblich. Andererseits wird durch fehlende Gebirge wiederum der Bergbau eingeschränkt bis ausgegrenzt, was wiederum Folgen für andere Betriebe hat. Ohne Wälder entfällt z. B. die Holzindustrie, das Gleiche passiert mit Waren, die in Häfen angeliefert werden, wenn Gewässer fehlen.
Im nächsten Schritt werden Anzahl der Computergegner und Schwierigkeitsgrad eingestellt. Darüber hinaus steht der sogenannte Freie Baumodus (in anderen Spielen „Sandbox“, bzw. „Sandkastenmodus“ genannt) zur Verfügung, in dem keine Wirtschaft existiert, und der Spieler nach Belieben bauen kann. Eine weitere Besonderheit des Spiels sind die beiden Wirtschaftsmodelle:

### Simples Modell
In diesem Modus kann der Spieler sämtliche sinnvollen Industrieverbindungen herstellen und in Betrieb nehmen. Wenn ein Fahrzeug ankommt, das als eines der nächsten Ziele einen passenden Betrieb anfährt, werden sämtliche am Abfahrtsbahnhof verfügbaren Waren eingeladen, bzw. so viel wie die Kapazität des Fahrzeugs zulässt.

### Komplexes Modell
Hier hat sich der Spieler in höherem Maße nach den Betrieben zu richten. Die einzelnen Firmen erteilen gegenseitig Aufträge und nur entsprechend derer kann geliefert werden. Das gilt sowohl für den Bestimmungsort einer Ware als auch deren Menge. Auch können im komplexen Wirtschaftsmodell die Fahr- und Transportpreise festgelegt werden. Außerdem fahren in diesem Modus auch PKW auf den Straßen, die ebenfalls mit der Fahrzeugkamera verfolgt werden können.

## Fahrzeuge
Das Spiel ist mit einer breiten Palette an Fahrzeugen für den Transport auf Schienen und Straßen ausgestattet. Aus lizenzrechtlichen Gründen sind jedoch die meisten Namen abgeleitet.

### Schienenfahrzeuge
Der schienengebundene Fuhrpark weist verschiedenste, mehr oder weniger legendäre Fahrzeuge auf, siehe Liste: (Auswahl)
| Dampflokomotiven 1. Stephenson's Rocket 2. Iron Duke 3. Adler 4. DB 01 5. DB 44 6. DB 78 7. DR 03.10 (Stromlinienlok) 8. DR S 3/6 9. SBB C 5/6 | Diesellokomotiven 1. DB V 140 2. DB V 200 3. DB 212 4. DB VT 95 5. DB 216 6. Union Pacific SD-40 | Elektrolokomotiven 1. DB 151 2. DB 101 3. DB 103 4. DB 145 5. DB ICE 2 6. SNCF TGV |

Hinzu kommen etwa jeweils 15 Personen- und Güterwagen im Laufe der Epochen. Allerdings sind im Bereich des Personentransports einige Wagen auf spezielle Lokomotiven abgestimmt, etwa ICE-Mittelwagen oder spezielle Anhänger für Adler und VT 95. Sämtliche Fahrzeuge können nach Belieben kombiniert werden.

### Straßenfahrzeuge
Weit weniger ausgeprägt ist die Auswahl an Fahrzeugen für den Transport von Personen und Gütern auf der Straße. Es existieren 6 – 7 verschiedene Generationen Lastwagen mit fest angebauter Ladefläche in jeweils verschiedenen Varianten sowie vier Sattelzugmaschinen und von ca. 1950 → X dieselben Auflieger. Etwas besser sieht es im Busbereich aus, wo im Laufe der Jahre etwa 10 bis 15 Typen entwickelt werden.
Ein Kuriosum beim Straßentransport ist die Möglichkeit, jedes Fahrzeug mit jedem zu verkuppeln. Ein Sattelschlepper mit Oldtimerbus am Haken, und hinten dran noch ein Tankauflieger – kein Problem. Das Gespann fährt und transportiert sogar Güter und Personen. Insgesamt können bis zu drei Fahrzeuge in Depots zu einer Einheit kombiniert werden.

## Technik
Im Gegensatz zu den bis dahin meisten Vertretern des Genres verwendet Straße & Schiene 3D-Grafik. Das Spiel nutzt dafür eine eigens entwickelte Grafikengine. Der Spieler kann die Kamera weitgehend frei bewegen und zoomen und die Welt so aus unterschiedlichen Perspektiven betrachten, beispielsweise auch aus der Sicht einzelner Fahrzeuge.
Eine technische Besonderheit stellt das Fehlen einer Gitterunterteilung dar: Während die meisten Wirtschaftssimulationen den Bau neuer Infrastrukturen nur innerhalb eines festgelegten Rasters erlauben, können diese in Straße & Schiene frei verlegt werden, beim Gleisbau sind ferner auch verschiedene Kurvenradien möglich. Dadurch lassen sich Strecken mit vergleichsweise realistischer Streckenführung bauen.

## Rezeption
Das Spiel sei stark an Transport Tycoon angelehnt. Die 3D-Grafik sei nicht mehr ganz zeitgemäß. Kritikwürdig sei auch die Eintönigkeit der Landschaften und Städte. Zudem sei das Scrolling sehr langsam. Die Bedienung sei unpräzise und die Benutzeroberfläche umständlich.